# Sidonio
Sidonio  è un nome proprio di persona italiano maschile.

## Varianti
- Femminili: Sidonia[1]

### Varianti in altre lingue
- Francese
  - Femminili: Sidonie[2]
- Inglese
  - Femminili: Sidony[2]
- Latino: Sidonius[3]
  - Femminili: Sidonia[2]
- Tedesco
  - Femminili: Sidonia[2]

## Origine e diffusione
Deriva dal latino Sidonius, che significa "proveniente da Sidone", un'antica città fenicia (il cui nome, in fenicio Tzidhon, è basato su tzud, "catturare", "cacciare", e significa "luogo di pesca").
La forma femminile inglese Sidony, usata nel Medioevo, venne a quel tempo associata alla parola sindone, in riferimento alla Sindone di Torino. Alcune fonti ricollegano inoltre a Sidonio il nome inglese Sidney.

## Onomastico
L'onomastico si può festeggiare il 21 agosto in memoria di san Sidonio Apollinare, vescovo di Clermont-Ferrand, o alternativamente il 14 novembre in memoria di san Sidonio di Jumièges o di Saint-Saëns, un monaco dell'Abbazia di Jumièges di origine irlandese venerato anche in Francia.
La forma femminile può invece festeggiarlo il 23 agosto in memoria della beata Sidonia, martire in Cilicia.

## Persone
- Gaio Sollio Sidonio Apollinare, nobile e santo francese

### Varianti femminili
- Sidonie-Gabrielle Colette, vero nome di Colette, scrittrice francese
- Sidonia di Boemia, principessa boema

## Il nome nelle arti
- Sidonie è un personaggio del romanzo di Jacqueline Carey Il trono e la stirpe.
- Sidonie è un personaggio del film del 1985 L'estate prossima, diretto da Nadine Trintignant.
- Sidonie Rougon è un personaggio del ciclo di romanzi I Rougon-Macquart, storia naturale e sociale di una famiglia sotto il Secondo Impero, scritto da Émile Zola.
- Sidonie von Grasenabb è un personaggio del dramma di Rainer Werner Fassbinder Le lacrime amare di Petra von Kant, e dell'omonimo film da esso tratto.

## Toponimi
- 579 Sidonia è un asteroide della fascia principale, che prende il nome da un personaggio dell'Armide, opera di Christoph Willibald Gluck.